# Schloss Častolovice
Das Schloss Častolovice (deutsch: Častolowitz; veraltet auch: Tschastolowitz) liegt im Osten der gleichnamigen Ortschaft Častolovice im Královéhradecký kraj in Tschechien.

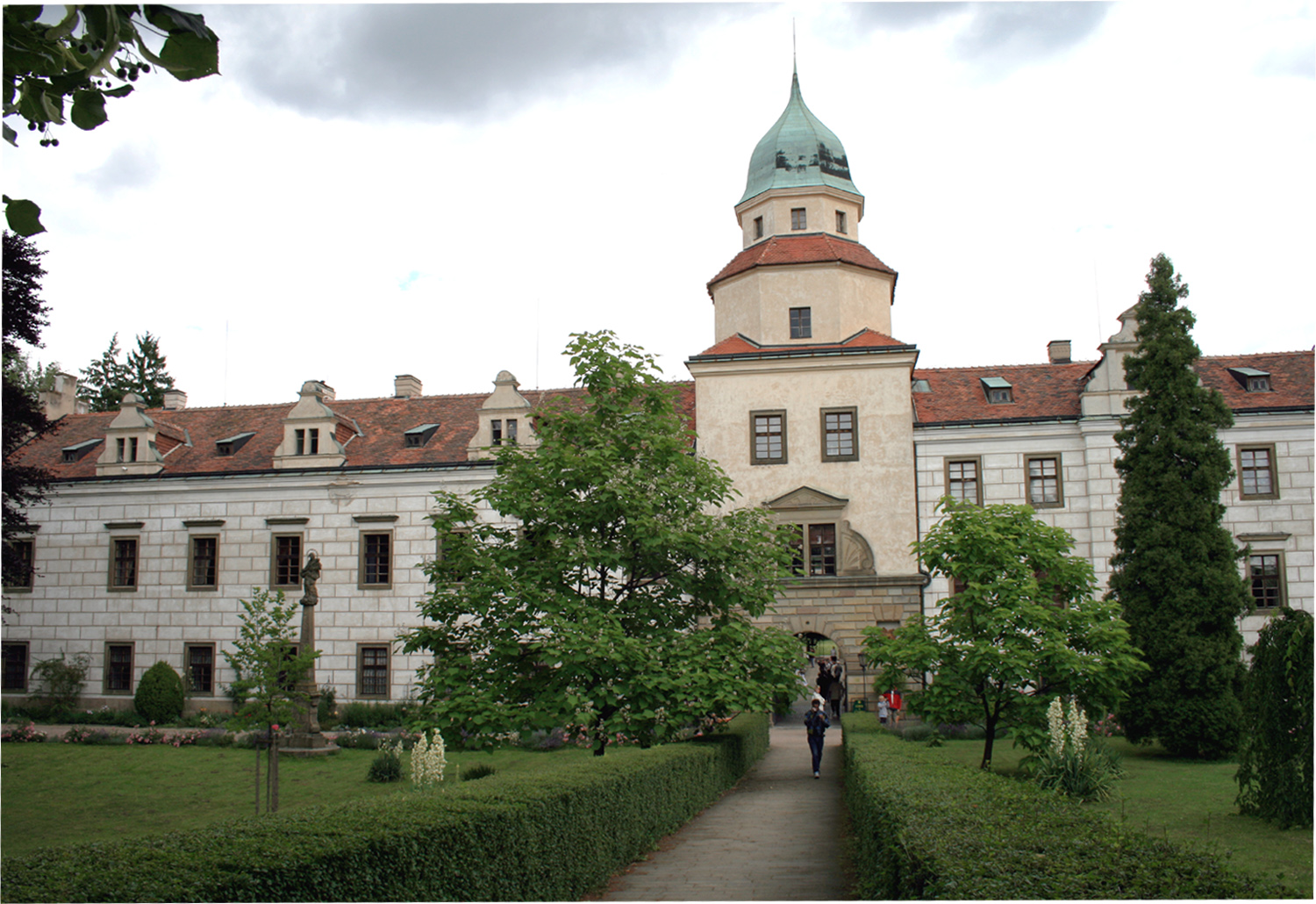
Schloss Častolovice

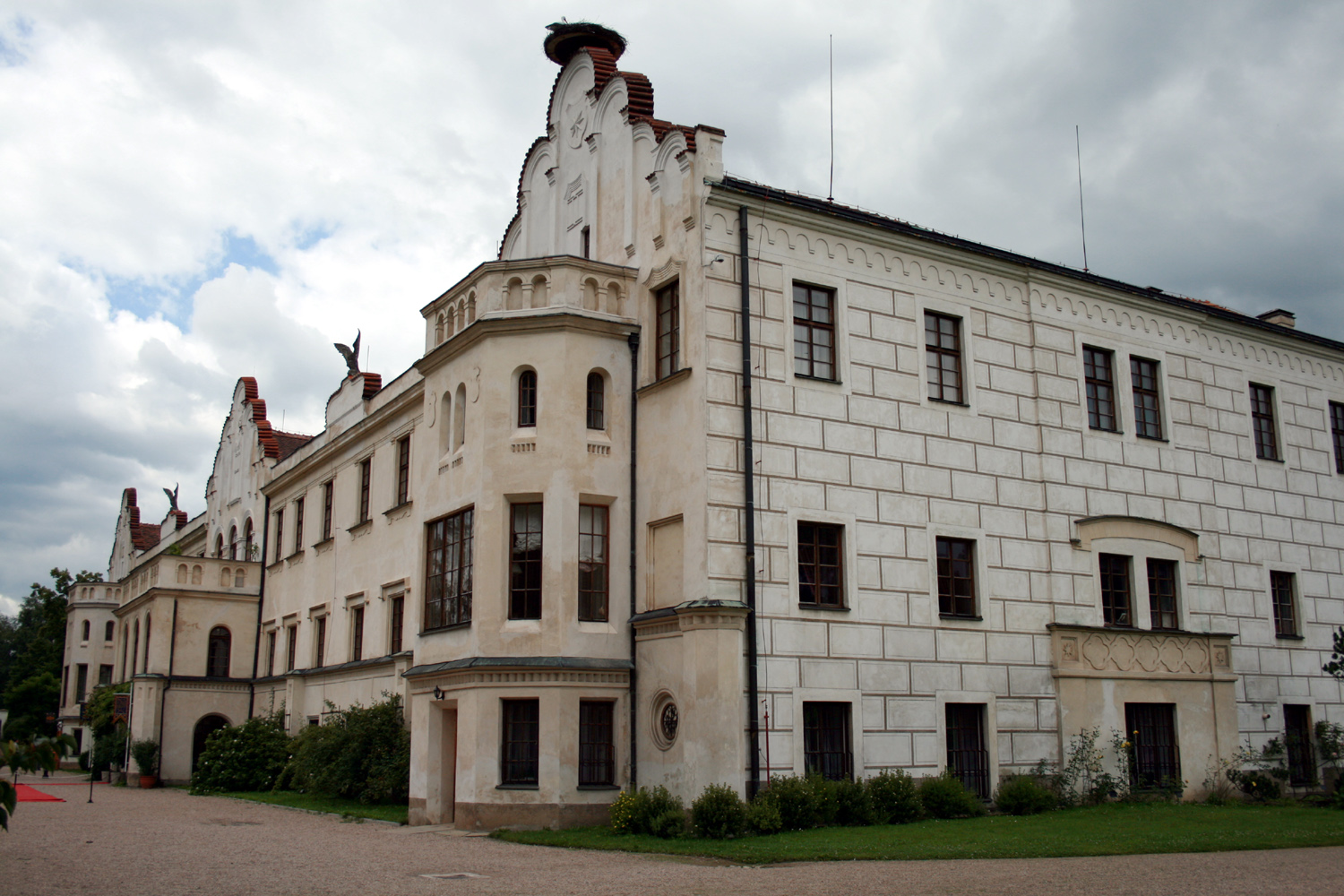
Schloss Častolovice (seitlich)

## Geschichte
Die ehemalige Wasserburg wurde vermutlich im 13. Jahrhundert im Rahmen der Besiedlung des Vorlandes des Adlergebirges in einem sumpfigen Gebiet an der Wilden Adler errichtet. Ihr erster namentlich bekannter Besitzer war 1342 der Landrichter Puta d. Ä. von Častolowitz. Mit dessen Sohn Puta d. J. von Častolowitz, der Landeshauptmann und später Pfandherr von Glatz, Frankenstein und Münsterberg war, erlosch das Geschlecht 1434 in männlicher Linie. Zu den nachfolgenden Besitzern gehörten u. a. der böhmische König Georg von Podiebrad und dessen Sohn Heinrich d. Ä. von Münsterberg sowie Wilhelm II. von Pernstein. Für das Jahr 1559 wird die Burg als verlassen bezeichnet.
1577 erwarben die Brüder Johann, Wilhelm und Georg von Oppersdorff die unbewohnte Burg zusammen mit der dazugehörigen Herrschaft. Unter Friedrich von Oppersdorff wurde 1588–1615 die Burg zu einem Renaissanceschloss umgebaut. Ab 1684 war es im Besitz des Grafen Thomas Czernin von Chudenitz und kam 1694 an den böhmischen Oberstburggrafen Adolf Wratislaw von Sternberg (1627–1703), der das Schloss umfassend erneuern ließ. Weitere bauliche Veränderungen erfolgten 1858–1874 unter Jaroslaw von Sternberg sowie 1910. Nach dem Februarumsturz 1948 wurde das Schloss verstaatlicht. Leopold Sternberg (1896–1957) wurde enteignet und emigrierte mit seiner Frau Cecilia, geb. Reventlow-Criminil, und der Tochter Diana in die USA. Nach der Samtenen Revolution 1968 wurde das Schloss zusammen mit Schloss Zásmuky 1993 an Diana (Šternberková) Phipps restituiert.

## Ausstattung

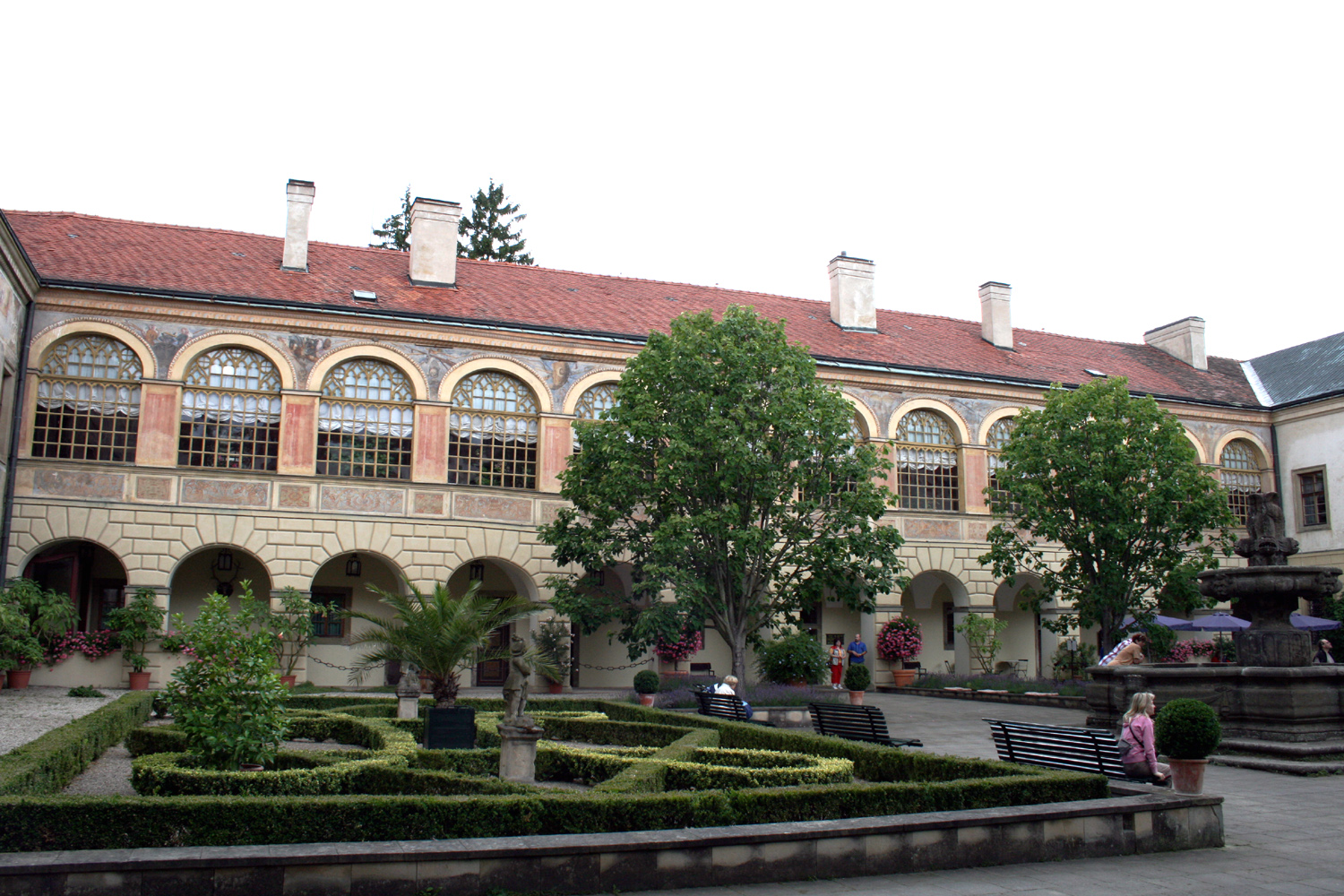
Schlosshof

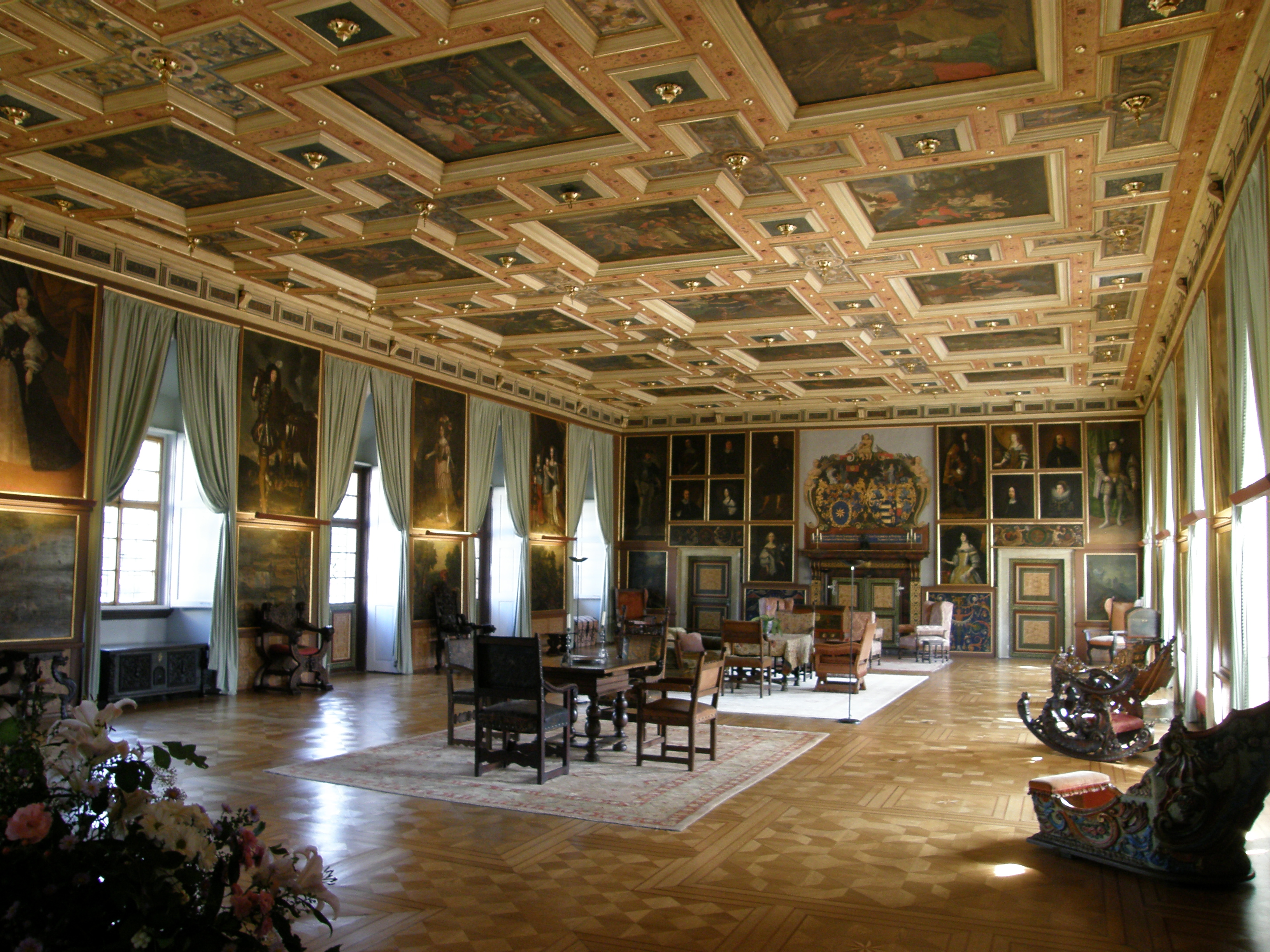
Rittersaal

Das Schloss umgibt einen quadratischen Innenhof mit Arkaden. Die Innenräume sind mit kostbarem Mobiliar ausgestattet. Die Bildergalerie im Speisesaal zeigt einen Porträtzyklus böhmischer Herrscher aus der Zeit von 1453 bis 1705, der ursprünglich aus Schloss Neuhaus stammt und von Adam II. von Neuhaus beauftragt worden war; durch die Ehe der Anna Lucia Slavata mit Adolf Wratislaw von Sternberg 1654 kamen die Gemälde nach Schloss Konopischt und später nach Častolovice. Die Wände des Rittersaals schmücken Porträts von Mitgliedern der Familien von Sternberg und Slavata. Die wertvolle Kassettendecke enthält vierundzwanzig Felder mit Szenen aus dem Alten Testament. Die übrige Gemäldesammlung wurde durch  Franz Joseph Graf von Sternberg-Manderscheid (1763–1830) angekauft, der auch das Nationalmuseum und die Nationalgalerie Prag mitbegründet hat. Dazu gehört ein großer Bestand an flämischen, böhmischen und österreichischen Gemälden. In der Schlosskapelle befindet sich ein Altar aus dem Anfang des 17. Jahrhunderts, der aus Tirol stammen soll. Umgeben wird das Schloss von einem ausgedehnten Englischen Park.

### Bibliothek
Die über Jahrhunderte gewachsene Schlossbibliothek umfasst derzeit 5834 Bände, davon fünf Handschriften, 708 Drucke aus dem 17. und 18. Jahrhundert und etwa 4000 aus dem 19. Jahrhundert. Von den übrigen rund 5000 Bänden stammen etwa 20 Prozent aus der ersten Hälfte des 20. Jahrhunderts, etwa 35 Prozent sind deutschsprachige Werke. Die Bibliothek, die um 1900 als Gräfliche Bücherausleihestelle auch öffentlich nutzbar war und zuletzt von Gräfin Cecilia von Sternberg vor ihrer Enteignung und Emigration 1948 erweitert worden war, wurde 1992 mit dem Schloss restituiert, verblieb aber unter der Verwaltung des Nationalmuseums in Prag.

## Kultureller Mittelpunkt
Unter Franz Joseph von Sternberg-Manderscheid erlangte das Schloss kulturelle Bedeutung und wurde zu einem Zentrum der Aufklärung. Der Begründer der tschechischen Sprach- und Literaturwissenschaft Josef Dobrovský war hier mehrmals zu Gast; der Historiker Franz Palacký wirkte als Archivar der Sternbergs.
Der Geschichtsschreiber Bohuslav Balbín verbrachte nach dem Tod seines Vaters auf dem Schloss Častolovice die Jahre 1625–1630.